# Sebastian Foss Solevåg
Sebastian Foss Solevåg, né le 13 juillet 1991 à Ålesund, est un skieur alpin norvégien spécialiste du slalom. Sa première victoire en Coupe du monde a lieu le 17 janvier 2021 lors du slalom de Flachau, un mois avant de devenir champion du monde de la spécialité. Il est aussi deux fois médaillé de bronze olympique : par équipes en 2018 et du slalom en 2022.

## Biographie
Né à Ålesund, il commence sa carrière au début de l'hiver 2006-2007, pour remporter son premier titre aux Championnats de Norvège junior en 2009 sur le super combiné. Ses deux participations aux Championnats du monde junior en 2010 et 2011 ne lui rapporte aucun résultat significatif, Solevåg terminant au mieux 47e.
Il fait ses débuts en Coupe du monde en novembre 2012 au slalom de Levi. Un an plus tard, il finit pour la première fois une course et se classe neuvième du slalom de Levi, puis prend la douzième place du slalom de Kitzbühel en janvier 2014. Il est ensuite en compétition aux Jeux olympiques de Sotchi, où il conclut le slalom au neuvième rang. 
Au début de la saison 2014-2015, il se classe quatrième du slalom de Levi à un centième du podium. Il obtient plus tard dans l'hiver son premier podium en terminant troisième du slalom de Zagreb. Aux Championnats du monde 2015 il finit neuvième du slalom.
Son deuxième podium dans la Coupe du monde intervient en mars 2016 à Saint-Moritz pour les Finales.
Il est médaillé de bronze à l'épreuve par équipes des Jeux olympiques d'hiver de 2018, à Pyeongchang, où il est aussi dixième du slalom. Cet hiver, il obtient un total de huit top dix (contre un seul en 2017) dans la Coupe du monde, dont deux cinquièmes places à Oslo et Kranjska Gora.
Moins à son avantage de nouveau en 2019, il renoue avec le podium en décembre 2020 à Madonna di Campiglio, où il est deuxième derrière Henrik Kristoffersen.
Après avoir remporté sa première victoire en Coupe du monde dans le slalom de Flachau le 17 janvier 2021, il devient un mois plus tard champion du monde de la discipline à Cortina d'Ampezzo, premier Norvégien à gagner l'or en slalom depuis Tom Stiansen en 1997. 3e temps de la première manche sur la piste  Druscié de la station des Dolomites, il réalise le meilleur chrono sur le deuxième tracé et l'emporte devant Adrian Pertl et son compatriote Henrik Kristoffersen. À Cortina, il est également médaillé d'or du Team Event  : avec ses coéquipiers  Thea Louise Stjernesund, Kristina Riis-Johannessen et Fabian Wilkens Solheim ils battent la Suède en finale, 3 victoires à 1.  En Coupe du monde, avec 2 podiums dont une victoire dans sa discipline, il obtient son meilleur classement général : 14e.
Lors de la saison 2021-2022, où les skieurs se partagent les succès, le Norvégien goûte au succès une fois lors du slalom de Madonna di Campiglio, où il profite de la chute juste avant l'arrivée de Clément Noël qui était en pole position pour l'emporter. Il obtient aussi un podium lors de la course la plus importante de l'hiver, le slalom des Jeux olympiques à Pékin, où il prend la médaille de bronze derrière Clément Noël et Johannes Strolz, mais devance son compatriote Henrik Kristoffersen, quatrième.

## Palmarès

### Jeux olympiques d'hiver
| Épreuve / Édition | Sotchi 2014 | Pyeonchang 2018 | Pékin 2022 |
| Slalom            | 9e          | 10e             | Bronze     |
| Combiné alpin     | -           | Abandon         | -          |
| Par équipes       | -           | Bronze          |            |

### Championnats du monde
| Épreuve / Édition | Vail / Beaver Creek 2015 | Saint-Moritz 2017 | Åre 2019 | Cortina 2021 |
| Slalom            | 9e                       | Abandon           | 12e      | Or           |
| Combiné           |                          | 34e               |          |              |
| Par équipes       |                          |                   |          | Or           |

### Coupe du monde
- Meilleur classement général : 14e en 2021.
- 5 podiums : 2 victoires, 1 deuxième place et 2 troisièmes places.
- 2 podiums en compétition par équipes, dont 1 victoire.

#### Détail des victoires
| Saison / Épreuve | Slalom               | Total |
| 2020-2021        | Flachau              | 1     |
| 2021-2022        | Madonna di Campiglio | 1     |
| Total            | 2                    | 2     |

#### Classements par saison
| Saison    | Classement général final | Classement en slalom | Classement en combiné |
| 2013-2014 | 72e                      | 26e                  |                       |
| 2014-2015 | 35e                      | 9e                   |                       |
| 2015-2016 | 45e                      | 11e                  |                       |
| 2016-2017 | 56e                      | 18e                  |                       |
| 2017-2018 | 29e                      | 8e                   | 40e                   |
| 2018-2019 | 50e                      | 17e                  |                       |
| 2019-2020 | 25e                      | 5e                   |                       |
| 2020-2021 | 14e                      | 5e                   |                       |

### Coupe d'Europe
- 7e du classement de slalom en 2013.
- 4 podiums, dont 1 victoire.

### Championnats de Norvège
- Champion de Norvège du slalom en 2013, 2015 et 2021.